# Terrasse-Vaudreuil
Terrasse-Vaudreuil är en kommun i provinsen Québec i Kanada. Den ligger i regionen Montérégie, i den sydöstra delen av landet, 130 km öster om huvudstaden Ottawa.